# Beulas
Beulas – jest hiszpańską firmą zajmującą się produkcją autokarów. Ich produkty są sprzedawane w całej Europie.

## Historia
Firma powstała w 1934 roku dzięki inicjatywie Ramóna Beulasa i Narcísa Pujola w Arbúcies (Girona (prowincja) w Katalonii). Lokalizacja była bardzo korzystna ze względu, że znajdowały się w pobliżu gęste lasy. W latach trzydziestych nadwozia budowano z drewna. Podczas wojny domowej w Hiszpanii, Beulas budował jednostki pogotowia dla wojska. Przez trzy następne dekady Beulas pozostawał małą firmą, w której ręcznie składano nadwozia (ok. 6-10 rocznie). W latach sześćdziesiątych XX wieku firma stale rosła i podzespoły musiały  być ujednolicone, pozwalając na zwiększenie wielkości produkcji. W latach siedemdziesiątych i osiemdziesiątych rozbudowano montownie i wprowadzono nowoczesne metody produkcji. Również bardzo ważnym krokiem w rozwoju firmy było wprowadzenie innowacyjnego wzornictwa. W latach dziewięćdziesiątych rozpoczęto dystrybucję międzynarodową. Najpierw w Niemczech i Wielkiej Brytanii, a później w całej Europie. Dzisiaj Beulas ma blisko 200 pracowników i produkuje około 200 pojazdów rocznie.